# Tiro nos Jogos Olímpicos de Verão de 1936
O tiro nos Jogos Olímpicos de Verão de 1936 foi realizado em Berlim, na Alemanha, com três eventos disputados.

## Tiro rápido 25 m masculino
| Pos. | País           | Atletas            | Pontos |
| ---- | -------------- | ------------------ | ------ |
|      | Alemanha (GER) | Cornelius van Oyen | 36     |
|      | Alemanha (GER) | Heinz Max          | 35     |
|      | Suécia (SWE)   | Torsten Ullman     | 34     |

## Carabina deitado 50 m masculino
| Pos. | País          | Atletas         | Pontos |
| ---- | ------------- | --------------- | ------ |
|      | Noruega (NOR) | Willy Røgeberg  | 300    |
|      | Hungria (HUN) | Ralph Berzsenyi | 296    |
|      | Polônia (POL) | Władysław Karaś | 296    |

## Pistola livre 50 m masculino
| Pos. | País           | Atletas                 | Pontos |
| ---- | -------------- | ----------------------- | ------ |
|      | Suécia (SWE)   | Torsten Ullman          | 559    |
|      | Alemanha (GER) | Erich Krempel           | 544    |
|      | França (FRA)   | Charles des Jammonières | 540    |

## Quadro de medalhas do tiro
| Ordem | País         | Medalha de ouro | Medalha de prata | Medalha de bronze | Total |
| ----- | ------------ | --------------- | ---------------- | ----------------- | ----- |
| 1     | GER Alemanha | 1               | 2                | 0                 | 3     |
| 2     | SWE Suécia   | 1               | 0                | 1                 | 2     |
| 3     | NOR Noruega  | 1               | 0                | 0                 | 1     |
| 4     | HUN Hungria  | 0               | 1                | 0                 | 1     |
| 5     | FRA França   | 0               | 0                | 1                 | 1     |
| 5     | POL Polônia  | 0               | 0                | 1                 | 1     |